# Kjøpsvik
Kjøpsvik is een plaats in de gemeente Narvik in de Noorse provincie Nordland. Kjøpsvik telt 912 inwoners (2007) en heeft een oppervlakte van 1,17 km².
Kjøpsvik was de hoofdplaats van de gemeente Tysfjord tot deze op 1 januari 2020 werd opgeheven en verdeeld over de gemeenten Hamarøy en Narvik. Kjøpsvik werd opgenomen in de laatstgenoemde gemeente.